# Естонія на літніх Олімпійських іграх 2016
Естонія на літніх Олімпійських іграх 2016 була представлена 45 спортсменами в 13 видах спорту.

## Медалісти
| Медалі | Спортсмени                                          | Вид спорту            | Дисципліна                               | Дата      |
| ------ | --------------------------------------------------- | --------------------- | ---------------------------------------- | --------- |
| Бронза | Тону Ендрексон Андрей Ямса Аллар Рая Каспар Таймсоо | Академічне веслування | четвірки парні без стернового (чоловіки) | 11 серпня |

## Стрільба з лука
| Спортсмен      | Дисципліна                     | Попередній раунд | Попередній раунд | 1/32 фіналу          | 1/16 фіналу        | 1/8 фіналу         | Чвертьфінали       | Півфінали          | Фінал / БМ         | Фінал / БМ       |
| Спортсмен      | Дисципліна                     | Результат        | Сіяний           | Суперник Результат   | Суперник Результат | Суперник Результат | Суперник Результат | Суперник Результат | Суперник Результат | Місце            |
| -------------- | ------------------------------ | ---------------- | ---------------- | -------------------- | ------------------ | ------------------ | ------------------ | ------------------ | ------------------ | ---------------- |
| Лаура Нурмсалу | індивідуальна першість (жінки) | 625              | 35               | Марченко (UKR) L 0–6 | Завершила виступ   | Завершила виступ   | Завершила виступ   | Завершила виступ   | Завершила виступ   | Завершила виступ |

## Легка атлетика
Легенда
- Note – для трекових дисциплін місце вказане лише для забігу, в якому взяв участь спортсмен
- Q = пройшов у наступне коло напряму
- q = пройшов у наступне коло за добором (для трекових дисциплін - найшвидші часи серед тих, хто не пройшов напряму; для технічних дисциплін - увійшов до визначеної кількості фіналістів за місцем якщо напряму пройшло менше спортсменів, ніж визначена кількість)
- NR = Національний рекорд
- N/A = Коло відсутнє у цій дисципліні
- Bye = спортсменові не потрібно змагатися у цьому колі
- NM = жодної успішної спроби

Трекові і шосейні дисципліни
Чоловіки
| Спортсмен       | Дисципліна           | Попередній забіг | Попередній забіг | Півфінал        | Півфінал        | Фінал           | Фінал           |
| Спортсмен       | Дисципліна           | Результат        | Місце            | Результат       | Місце           | Результат       | Місце           |
| --------------- | -------------------- | ---------------- | ---------------- | --------------- | --------------- | --------------- | --------------- |
| Яак-Генріх Ягор | 400 м з бар'єрами    | 49.78            | 4                | Завершив виступ | Завершив виступ | Завершив виступ | Завершив виступ |
| Расмус Мягі     | 400 м з бар'єрами    | 48.55            | 3 Q              | 48.64           | 4 q             | 48.40 NR        | 6               |
| Каур Ківістік   | 3000 м з перешкодами | 8:44.25          | 13               | Н/Д             | Н/Д             | Завершив виступ | Завершив виступ |
| Роман Фості     | Марафон              | Н/Д              | Н/Д              | Н/Д             | Н/Д             | 2:19:26         | 61              |
| Тіідрек Нурме   | Марафон              | Н/Д              | Н/Д              | Н/Д             | Н/Д             | 2:20:01         | 63              |

Жінки
| Спортсменка | Дисципліна | Фінал     | Фінал |
| Спортсменка | Дисципліна | Результат | Місце |
| ----------- | ---------- | --------- | ----- |
| Лейла Луйк  | Марафон    | 2:54:38   | 114   |
| Ліїна Луйк  | Марафон    | DNF       | DNF   |
| Лілі Луйк   | Марафон    | 2:48:29   | 97    |

Технічні дисципліни
Чоловіки
| Спортсмен     | Дисципліна    | Кваліфікація       | Кваліфікація | Фінал              | Фінал           |
| Спортсмен     | Дисципліна    | Результат у метрах | Місце        | Результат у метрах | Місце           |
| ------------- | ------------- | ------------------ | ------------ | ------------------ | --------------- |
| Герд Кантер   | метання диска | 64.02              | 5 q          | 65.10              | 5               |
| Мартін Куппер | метання диска | 62.92              | 10 q         | 66.58              | 4               |
| Магнус Кірт   | метання списа | 79.33              | 23           | Завершив виступ    | Завершив виступ |
| Танел Лаанме  | метання списа | 80.45              | 18           | Завершив виступ    | Завершив виступ |
| Рісто Матас   | метання списа | 79.40              | 22           | Завершив виступ    | Завершив виступ |

Жінки
| Спортсменка  | Дисципліна        | Кваліфікація       | Кваліфікація | Фінал              | Фінал            |
| Спортсменка  | Дисципліна        | Результат у метрах | Місце        | Результат у метрах | Місце            |
| ------------ | ----------------- | ------------------ | ------------ | ------------------ | ---------------- |
| Ксенія Балта | стрибки в довжину | 6.71               | 4 Q          | 6.79               | 6                |
| Ліна Лаасма  | метання списа     | 58.06              | 20           | Завершила виступ   | Завершила виступ |

Комбіновані дисципліни — десятиборство (чоловіки)
| Спортсмен          | Дисципліна | 100 м | СД   | ШЯ    | СВ   | 400 м | 110Б  | МД    | СЖ   | МС    | 1500 м  | Final | Місце |
| ------------------ | ---------- | ----- | ---- | ----- | ---- | ----- | ----- | ----- | ---- | ----- | ------- | ----- | ----- |
| Карл Роберт Салурі | Результат  | 10.82 | 7.02 | 13.88 | 1.77 | 50.32 | 16.51 | 42.96 | 4.50 | 46.42 | 4:39.40 | 7223  | 23    |
| Карл Роберт Салурі | Очки       | 901   | 818  | 721   | 602  | 800   | 676   | 725   | 760  | 536   | 684     | 7223  | 23    |
| Майсел Уйбо        | Результат  | 11.16 | 7.14 | NM    | 2.13 | 51.08 | 14.84 | 37.69 | 5.10 | 60.52 | 4:47.49 | 7170  | 24    |
| Майсел Уйбо        | Очки       | 825   | 847  | 0     | 925  | 765   | 869   | 618   | 941  | 746   | 634     | 7170  | 24    |

Комбіновані дисципліни — семиборство (жінки)
| Спортсмен    | Дисципліна | 100Б | СВ | ШЯ | 200 m | СД | МС | 800 m | Final | Місце |
| ------------ | ---------- | ---- | -- | -- | ----- | -- | -- | ----- | ----- | ----- |
| Гріт Садейко | Результат  | DNF  | —  | —  | —     | —  | —  | —     | DNF   | DNF   |
| Гріт Садейко | Очки       | 0    | —  | —  | —     | —  | —  | —     | DNF   | DNF   |

## Бадмінтон
| Спортсмен    | Дисципліна                  | Груповий етап                  | Груповий етап                          | Груповий етап | Вибування          | Чвертьфінал        | Півфінал           | Фінал / БМ         | Фінал / БМ       |
| Спортсмен    | Дисципліна                  | Суперник Результат             | Суперник Результат                     | Місце         | Суперник Результат | Суперник Результат | Суперник Результат | Суперник Результат | Місце            |
| ------------ | --------------------------- | ------------------------------ | -------------------------------------- | ------------- | ------------------ | ------------------ | ------------------ | ------------------ | ---------------- |
| Рауль Муст   | одиночний розряд (чоловіки) | Єргенсен (DEN) L (8–21, 15–21) | Левердес (FRA) L (18–21, 21–18, 12–21) | 3             | Завершив виступ    | Завершив виступ    | Завершив виступ    | Завершив виступ    | Завершив виступ  |
| Каті Толмофф | одиночний розряд (жінки)    | Інтанон (THA) L (14–21, 13–21) | Yip P Y (HKG) W (5–21, 21–13, 21–19)   | 2             | Завершила виступ   | Завершила виступ   | Завершила виступ   | Завершила виступ   | Завершила виступ |

## Велоспорт

### Шосе
| Спортсмен     | Дисципліна                       | Час          | Місце        |
| ------------- | -------------------------------- | ------------ | ------------ |
| Танел Кангерт | Групова шосейна гонка (чоловіки) | 6:11:52      | 9            |
| Рейн Таарамяе | Групова шосейна гонка (чоловіки) | Не фінішував | Не фінішував |

## Фехтування
| Спортсмен                                            | Дисципліна                     | 1/32 фіналу        | 1/16 фіналу             | 1/8 фіналу              | Чвертьфінал                  | Півфінал            | Фінал / БМ          | Фінал / БМ       |
| Спортсмен                                            | Дисципліна                     | Суперник Результат | Суперник Результат      | Суперник Результат      | Суперник Результат           | Суперник Результат  | Суперник Результат  | Місце            |
| ---------------------------------------------------- | ------------------------------ | ------------------ | ----------------------- | ----------------------- | ---------------------------- | ------------------- | ------------------- | ---------------- |
| Микола Новосьолов                                    | індивідуальна шпага (чоловіки) | Bye                | Park K-d (KOR) W 12–10  | F Limardo (VEN) W 15–12 | Імре (HUN) L 9–15            | Завершив виступ     | Завершив виступ     | Завершив виступ  |
| Юлія Беляєва                                         | індивідуальна шпага (жінки)    | Bye                | Сас (HUN) L 11–15       | Завершила виступ        | Завершила виступ             | Завершила виступ    | Завершила виступ    | Завершила виступ |
| Ірина Ембріх                                         | індивідуальна шпага (жінки)    | Bye                | Пантелєєва (UKR) W 15–3 | Sun Yw (CHN) L 12–15    | Завершив виступ              | Завершив виступ     | Завершив виступ     | Завершив виступ  |
| Еріка Кірпу                                          | індивідуальна шпага (жінки)    | Bye                | Холмс (USA) W 5–4       | S Besbes (TUN) L 11–15  | Завершив виступ              | Завершив виступ     | Завершив виступ     | Завершив виступ  |
| Юлія Беляєва Ірина Ембріх Еріка Кірпу Kristina Kuusk | командна шпага (жінки)         | Н/Д                | Н/Д                     | Bye                     | Південна Корея (KOR) W 27–26 | Китай (CHN) L 36–45 | Росія (RUS) L 31–37 | 4                |

## Дзюдо
| Спортсмен        | Категорія            | 1/32 фіналу        | 1/16 фіналу             | 1/8 фіналу         | Чвертьфінали       | Півфінали          | Втішний поєдинок   | Фінал / БМ         | Фінал / БМ      |
| Спортсмен        | Категорія            | Суперник Результат | Суперник Результат      | Суперник Результат | Суперник Результат | Суперник Результат | Суперник Результат | Суперник Результат | Місце           |
| ---------------- | -------------------- | ------------------ | ----------------------- | ------------------ | ------------------ | ------------------ | ------------------ | ------------------ | --------------- |
| Grigori Minaškin | до 100 кг (чоловіки) | Bye                | Раков (KAZ) L 000—000 S | Завершив виступ    | Завершив виступ    | Завершив виступ    | Завершив виступ    | Завершив виступ    | Завершив виступ |

## Академічне веслування
| Спортсмен                                           | Дисципліна                  | Заїзди  | Заїзди | Втішний заплив | Втішний заплив | Фінал   | Фінал |
| Спортсмен                                           | Дисципліна                  | Час     | Місце  | Час            | Місце          | Час     | Місце |
| --------------------------------------------------- | --------------------------- | ------- | ------ | -------------- | -------------- | ------- | ----- |
| Тону Ендрексон Андрей Ямса Аллар Рая Каспар Таймсоо | Чоловіки's quadruple sculls | 5:51.71 | 1 FA   | Bye            | Bye            | 6:10.65 | 3     |

Пояснення до кваліфікації: FA=Фінал A (за медалі); FB=Фінал B (не за медалі); FC=Фінал C (не за медалі); FD=Фінал D (не за медалі); FE=Фінал E (не за медалі); FF=Фінал F (не за медалі); SA/B=Півфінали A/B; SC/D=Півфінали C/D; SE/F=Півфінали E/F; QF=Чвертьфінали; R=Потрапив у втішний заплив

## Вітрильний спорт
| Спортсмен                       | Дисципліна      | Заплив | Заплив | Заплив | Заплив | Заплив | Заплив | Заплив | Заплив | Заплив | Заплив | Заплив | Заплив | Заплив | Очки | Підсумкове місце |
| Спортсмен                       | Дисципліна      | 1      | 2      | 3      | 4      | 5      | 6      | 7      | 8      | 9      | 10     | 11     | 12     | M*     | Очки | Підсумкове місце |
| ------------------------------- | --------------- | ------ | ------ | ------ | ------ | ------ | ------ | ------ | ------ | ------ | ------ | ------ | ------ | ------ | ---- | ---------------- |
| Карл-Мартін Раммо               | Лазер           | 24     | 19     | 17     | 44     | 30     | 28     | 36     | 8      | 2      | 5      | Н/Д    | Н/Д    | EL     | 169  | 21               |
| Денис Карпак                    | Фінн (чоловіки) | 5      | 14     | 17     | 20     | 23     | 10     | 13     | 8      | 18     | 21     | Н/Д    | Н/Д    | EL     | 126  | 20               |
| Інгрід Пууста                   | RS: X (жінки)   | 18     | 13     | 12     | 10     | 8      | 11     | 9      | 18     | 7      | 17     | 14     | 14     | EL     | 133  | 11               |
| Анна Марія Сепп Катлін Таммісте | Жінки's 49erFX  | 15     | 17     | 19     | 20     | 17     | 18     | 16     | 18     | 19     | 20     | 18     | 17     | EL     | 194  | 19               |

M = Медальний заплив; EL = Вибув — не потрапив до медального запливу

## Стрільба
| Спортсмен     | Дисципліна                                | Кваліфікація | Кваліфікація | Фінал           | Фінал           |
| Спортсмен     | Дисципліна                                | Очки         | Місце        | Очки            | Місце           |
| ------------- | ----------------------------------------- | ------------ | ------------ | --------------- | --------------- |
| Пеетер Олеськ | швидкісний пістолет, 25 метрів (чоловіки) | 553          | 25           | Завершив виступ | Завершив виступ |

Пояснення до кваліфікації: Q = Пройшов у наступне коло; q = Кваліфікувався щоб змагатись у поєдинку за бронзову медаль

## Плавання
| Спортсмен      | Дисципліна                   | Попередній заплив | Попередній заплив | Півфінал         | Півфінал         | Фінал            | Фінал            |
| Спортсмен      | Дисципліна                   | Час               | Місце             | Час              | Місце            | Час              | Місце            |
| -------------- | ---------------------------- | ----------------- | ----------------- | ---------------- | ---------------- | ---------------- | ---------------- |
| Мартін Аллікві | 200 метрів брасом (чоловіки) | 2:13.66           | 33                | Завершив виступ  | Завершив виступ  | Завершив виступ  | Завершив виступ  |
| Марія Романюк  | 100 метрів брасом (жінки)    | 1:09.49           | 30                | Завершила виступ | Завершила виступ | Завершила виступ | Завершила виступ |

## Тріатлон
| Спортсмен    | Дисципліна | Плавання, 1,5 км | Перехід 1 | Велосипед, 40 км | Перехід 2 | Біг, 10 км | Загалом Time | Місце |
| ------------ | ---------- | ---------------- | --------- | ---------------- | --------- | ---------- | ------------ | ----- |
| Кайді Ківіоя | жінки      | 20:07            | 0:56      | 1:05:53          | 0:39      | 38:05      | 2:05:42      | 44    |

## Важка атлетика
| Спортсмен | Категорія               | Ривок     | Ривок | Поштовх   | Поштовх | Загалом | Місце |
| Спортсмен | Категорія               | Результат | Місце | Результат | Місце   | Загалом | Місце |
| --------- | ----------------------- | --------- | ----- | --------- | ------- | ------- | ----- |
| Март Сейм | понад 105 кг (чоловіки) | 187       | 13    | 243       | 3       | 430     | 7     |

## Боротьба
Греко-римська боротьба
| Спортсмен    | Категорія | Кваліфікація       | 1/8 фіналу            | Чвертьфінал        | Півфінал           | Втішний поєдинок 1 | Втішний поєдинок 2 | Фінал / БМ          | Фінал / БМ |
| Спортсмен    | Категорія | Суперник Результат | Суперник Результат    | Суперник Результат | Суперник Результат | Суперник Результат | Суперник Результат | Суперник Результат  | Місце      |
| ------------ | --------- | ------------------ | --------------------- | ------------------ | ------------------ | ------------------ | ------------------ | ------------------- | ---------- |
| Ардо Арусаар | до 98 кг  | Bye                | Магомедов (RUS) L 0−6 | Завершив виступ    | Завершив виступ    | Завершив виступ    | Завершив виступ    | Завершив виступ     | 16         |
| Гейкі Набі   | до 130 кг | Bye                | Лопес (CUB) L 0−3     | Завершив виступ    | Завершив виступ    | Bye                | Еурен (SWE) W 3−0  | Семенов (RUS) L 0−6 | 5          |

Жінки
| Спортсменка | Категорія | Кваліфікація        | 1/8 фіналу           | Чвертьфінал         | Півфінал            | Втішний поєдинок 1  | Втішний поєдинок 2  | Фінал / БМ          | Фінал / БМ |
| Спортсменка | Категорія | Суперниця Результат | Суперниця Результат  | Суперниця Результат | Суперниця Результат | Суперниця Результат | Суперниця Результат | Суперниця Результат | Місце      |
| ----------- | --------- | ------------------- | -------------------- | ------------------- | ------------------- | ------------------- | ------------------- | ------------------- | ---------- |
| Епп Мяе     | до 75 кг  | Bye                 | Zhang Fl (CHN) L 4−6 | Завершила виступ    | Завершила виступ    | Завершила виступ    | Завершила виступ    | Завершила виступ    | 13         |